# 不破直光
不破 直光（ふわ なおみつ、生年不詳 - 1598年9月15日《慶長3年8月15日》）は、戦国時代から安土桃山時代にかけての武将。斎藤氏・織田氏・前田氏の家臣。淳武微子の後裔。通称は彦三。諱は勝光とも。不破光治の子。正室は北畠具教の息女。

## 生涯
斎藤氏の家臣・不破光治の子として誕生。
父と共に織田信長に仕えて各地を転戦。1580年（天正8年）頃に父・光治が死ぬと、跡を継いで府中三人衆の一人として政務をこなした。1582年（天正10年）の本能寺の変後は柴田勝家方につき、賤ヶ岳の戦いでは佐久間盛政に属して奮戦する。敗戦後は前田利家に仕え、末森城の戦いでは前田軍の先鋒として佐々成政の軍勢と戦った。
1598年（慶長3年）8月15日、金沢にて死去。法名・諦当院月峰良心居士。家督は側室朝倉対馬守息女が産んだ光昌により継承され子孫は加賀藩士として続いた。
同時代の医師であった曲直瀬玄朔の著書『医学天正記』には、1578年（天正6年）当時二十余歳「肥満上実之人」であったと記されている。